# Virtuelle Umkleidekabine
Eine virtuelle Umkleidekabine, auch Online-Umkleidekabine oder virtuelle Umkleide (englisch: virtual wardrobe) ist eine Software, die es einem ermöglicht virtuell Kleidung an sich selbst oder anderen Modeln anzuprobieren. Oft lassen diese sich auch in einem virtuellen Kleiderschrank verwalten.

## Funktionsweise und Umsetzung
Je nach Anwendung kann der Nutzer entweder aus vorgefertigten Modeln auswählen oder selber ein Charakter mithilfe eines Charaktereditors erstellen. Die Modelle können dabei in 2D oder 3D gehalten sein und lassen sich meist bewegen. Meist lassen sich dabei auch die Hintergründe entsprechende anpassen (z. B. einzelne Landschaften oder Dekorationen). Einige Programmen haben auch die Funktion eine Person zu fotografieren bzw. einzuscannen (z. B. mit einem 3D-Scanner oder Körperscanner), die dann von dem Programm zu einem passenden Modell modelliert wird. Für ein in Echtzeit stattfindendes Anprobieren an dem eigenen Körper oder eines anderen kommen Erweiterte Realität und Virtuelle Realität zum Einsatz. Dabei kann die Kamera als virtueller bzw. intelligenter Spiegel, der zum Beispiel an einem Flachbildschirm angezeigt wird und ein Head-Mounted Display als eine simulierte Umgebung dienen. Eine weitere Umsetzung kann mittels Holografie (z. B. Microsoft HoloLens) erfolgen. Mittels Motion Tracking wird die Bewegung in Echtzeit festgehalten. In Kombination mit anderen Technologien ließen sich beispielsweise virtuelle Rundgänge und Shoppingtouren realisieren.

## Situation in Deutschland und Entwicklung
In Deutschland gaben bei einer Befragung 12 Prozent an bereits eine solche Funktion genutzt zu haben. 54 Prozent schätzen, dass eine virtuelle Umkleide in den nächsten 10 Jahren in Deutschland Standard sein wird. 45 Prozent der Befragten wünschen sich dies aber so schnell wie möglich. Der Anbieter Fits.me geht davon aus, dass Online-Bekleidungseinzelhändler ihre Rücklaufrate durch die Nutzung von virtuellen Umkleidekabinen um 77 Prozent verringern können.

## Vor- und Nachteile
Dadurch, dass man die Kleidungsstücke bereits vorher anprobieren kann, können unnötige Rücklieferungen (Retourenmanagement) und Kosten (z. B. Fehlkäufe, Transportkosten, Personal, Mietkosten usw.) eingespart werden. Des Weiteren lässt sich Zeit und der Reiseweg einsparen. Ein weiterer Vorteil kann mehr Übersichtlichkeit und Struktur bei der Auswahl und Suche sein und eine Anzeige von individuellen Vorschlägen und Tipps (Expertensystem) sowie soziale Funktionen wie Teilen und Bewertungen. Zudem sind so auch andere Kombinationen möglich, als welche die es in Geschäften gibt und es lässt sich teilweise mehr individualisieren.
Auf der anderen Seite lassen sich Kunden eher manipulieren und nicht alle Abläufe lassen sich algorithmisch abbilden. Zudem kann bei einer virtuellen Umkleidekabine nicht auf den Tastsinn und Geruchssinn zurückgegriffen werden, was es schwer macht einzuschätzen, wie man sich die Kleidung anfühlt. Zudem gibt es noch Probleme Kleidung auf reale Personen in Echtzeit ohne Verzögerungen und optische Verluste zu übertragen bzw. diese als Objekte darzustellen.